# Rdečke
Rdečke ali rubela so akutna, nalezljiva bolezen s spremembami na koži, ki jo povzroča virus rdečk, enovijačni RNK virus z ovojnico. Bolezen se pojavlja predvsem pri otrocih in mladostnikih ter se kaže z vročino, makulopapuloznim izpuščajem in povečanimi bezgavkami. Pri transplacentarni okužbi v prvih treh mesecih nosečnosti povzroča različne okvare plodu.

## Znaki in simptomi
Poglavitna značilnost rdečk je rožnatordeč makulopapulozni izpuščaj, ki se najprej pojavi na vratu in obrazu in se nato širi na roke, trup in noge. Navadno izgine v treh dneh. Izpuščaj pri rdečkah je najbolj podoben izpuščaju pri ošpicah, vendar pri rdečkah ni znamenj vnetih sluznic, kot so kašelj in vnetja očesne zenice. Tudi Koplikovih peg ni. Lise so ploščate, nekoliko dvignjene in se skoraj nikoli ne zlivajo. Vročina navadno ni posebno visoka. Povečajo se tudi bezgavke na zatilju, ki boleče zatečejo. 
Pri otrocih se bolezen običajno začne z izpuščajem, pri mladostnikih in odraslih pa se 1 do 5 dni pred izpuščajem navadno pojavijo simptomi, kot so blaga vročina, glavobol, slabost, neješčnost, blago vnetje veznic, serozni izcedek iz nosu, bolečine v žrelu, kašelj in povečane bezgavke. Zapleti so pogostejši pri odraslih, in sicer bolečine in vnetje sklepov (predvsem v prstih, zapestjih in kolenih), redkeje motnje v strjevanju krvi in vnetje možganov.

### Sindrom prirojenih rdečk
Okužba z virusom rdečk se pri novorojenčkih kaže kot sindrom prirojenih rdečk. Je pomemben vzrok za okvare pri razvoju ploda. Če se ženska okuži z virusom v zgodnji nosečnosti (prvih 10 tednov), obstaja 90-% možnost, da se bo virus prenesel na plod, kar pa lahko povzroči prirojene rdečke ali celo smrt ploda. Najpogostejše posledice prirojenih rdečk so gluhost, okvare oči, prirojene srčne bolezni in duševna zaostalost. Okužba nosečnice z rdečkami lahko povzroči pri novorojencu tudi nizko porodno težo, trombocitopenija|trombocitopenijo, slabokrvnost in hepatitis. Sindrom prirojenih rdečk je bil glavni razlog za razvoj cepva proti rdečkam. Svetovna zdravstvena organizacija ocenjuje, da prirojene rdečke vsako leto še vedno povzročijo 700.000 smrti.

## Širjenje
Bolezen se prenaša kapljično. Je manj nalezljiva od ošpic. Virus rdečk vstopa v telo skozi dihala ter nato vdira v kri, ki ga raznese v vse organe. Inkubacijska doba je 14-21 dni. Ko zbledi izpuščaj, bolnik ni več kužen. Bolezen poteka sorazmerno blago in se že v nekaj dneh unese, bolnik docela ozdravi. 

## Epidemiologija
Rdečke se pojavljajo po vsem svetu. Največ okužb se načeloma pojavlja v pomladanskem času v območjih z zmernim podnebjem. Pred uvedbo cepljenja so se razširjeni izbruhi pojavljali v ZDA na 6 do 9 let, v Evropi pa na 3 do 5 let ter so prizadeli zlasti otroke med 5. in 9. letom starosti.
V Sloveniji se je pojavnost rdečk močno zmanjšala po letu 1990, ko je bilo uvedeno obvezno cepljenje, in od leta 2000 se pojavljajo le še v posameznih primerih (manj kot 10 primerov letno).Od novembra 2012 do oktobra 2013 so v Evropi prijavili 39.122 primerov rdečk.

## Zdravljenje
Specifičnega zdravljenja za rdečke ni. Podporno zdravljenje ob pojavu simptomov vključuje zniževanje telesne temperature, lajšanje bolečin in vnos zadostne količine tekočin. V akutnem obdobju bolezni se svetuje počitek.

## Preprečevanje
Rdečke preprečujemo s cepljenjem. Cepljenje proti rdečkam je v Sloveniji vključeno v obvezni program cepljenja. Prvi odmerek otroci prejmejo v starosti med, drugi odmerek pa pred vstopom v šolo (od 5 do 6 let). V Sloveniji se uporablja kombinirano cepivo proti ošpicam, mumpsu in rdečkam, imenovano tudi cepivo OMR.
V Sloveniji so začeli leta 1973 cepiti ženske v rodni dobi, od leta 1975 vsa dekleta v starosti od 12 do 14 let, od leta 1990 pa je cepivo proti ošpicam vključeno med obvezna cepljenja za otroke.